# Утрикулус
Утрикулус или торбица (мешиница) лат. utriculus, један је од два мехурића опнастог (мембранозног) лавиринта смештеног у трему (вестибулуму) унутрашњег ува. У њему се налази статичка мрља (макула) и у њој отолит, као део чула за одржавање равнотеже и оријентацију у простору.

## Грађа
Утрикулус је облика издуженог јајета или отворене шкољке и смештена је у трему (вестибулуму) коштаног лавиринта, причвршшћена својим спољашњим зидом уз коштано удубљење уз медијални зид трема (вестибулум). Са унутрашње стране је хоризонтална базална хијалина опна (лат. lamina basalis) састављена од везивног ткива (еластичних влакана и хромоцита). У њој се, на горњем и задњем зиду, отварају пет ушћа полукружних канала, који изгледају као ручке од торбице одакле и потиче назив (торбица).
У предњем делу утрикулуса налази се мало избочење одвојено од утрикулуса плитким зарезом -(лат. recessus utriculi) где завршава хоризонтално постављена статичка мрља (лат. macula statica utriculi), као завршетак или сензитивни окрајак тремног (вестибуларног) живца (лат. n. utriculus - гране n. utricoampullarisa).
Преко утрикулосакуларног канала, који полази са унутрашњег зида, утрикулус је у комуникацији са сакулусом. Овај канал се састоји из два крака: 
- мешиничног, који полази од мешинице и
- кесичног, који је већег промера и полази од пужа.

Оба крака утрикулосакуларног канала спајају се позади међусобно, под оштрим углом од чијег темена полази ендолимфатични канал. На споју утрикулуса и утрикуларног канала постоји тзв. Баста валвула или набор, која допушта улаз, али не и излаз ендолимфе.

## Функције
Промена у положаја главе који доводи до гравитационог привлачења, ствара нервне импулсе у утрикулусу, активацијом цилија отолитом, који са потом даље преносе преко нерних влакана вестибуларног (тремног) нерва у дну рецепторних ћелије, у центар за равнотежу у мозгу.
У нормалном „усправном“ положају главе, гравитација земље не стимулише већину неуралних јединица сензорних острваца (макуле) утрикулуса. У току линеарне акцелерације (и нагињања главе у односу на вертикалност гравитације), отоконије, чија је специфична тежина већа од околне течности, показују тенденцију да клизе, што доводи до савијања цилија. Када се четкица цилија савије у правцу киноцилије, филаменти вуку стереоцилије једну за другом, извлачећи их из тела ћелија. Отварају се јонски канали што доводи до поларизације цилијарних ћелија и ексцитације аферентних фибрила вестибуларног нерва који инервише ту ћелију, док супротно томе настаје хиперполаризације, инхибиција, аферентних фибрила. Дакле, цилијарна ћелије, као механорецептори утрикулуса пратварају механичку енергију у електричне потенцијале, који се нервним фибрилама преносе у централни нервни систем, који ове сигнале може да декодира. 
У основи надражаја цилијарних ћелија макуле утрикулуса налазе се сложени биохемијски и јонски процеси натријум и калијум пумпе. Вестибуларни епител има мембрански потенцијал 90-100 мВ, а његов пренос у синапсама нервних влакана, који обухватају сензорне вестибуларне ћелије, остварује се преко неуротрансмитера, холинергичким механизмом чији је медијатор ацетилхолин. Присутан ензим, ацетилхолинестеразу у синапсама, разара ацетилхолин и пренос биопотенцијала се прекида све док се он поново не створи. 
Адекватан стимулус макула утрикулуса као и макула сакулуса је линеарна акцелерација, или промена сила гравитације. Јако савијање главе у једном правцу доводи до ексцитације отолитског пара у макули на тој страни, уз инхибицију отолитског пара на супротној страни. Оваква организација је најзначајнија основа тоничких положајних рефлекса лавиринтног порекла, који се спиналним моторним путевима преносе до мишића врата, трупа и удова који одржавају стабилан положај тела.